# 巴拉德動力公司
巴拉德動力公司（Ballard Power Systems）或稱巴拉德動力系統，是一家總部位於加拿大本那比的零排放質子交換膜燃料電池生產商，是該領域的全球領先企業之一。截至当前，巴拉德公司已经设计和交付了超过250MW的燃料电池产品。

## 历史
1979年巴拉德動力公司由傑佛里·巴拉德（Geoffrey Ballard）、保羅·霍華德（Paul Howard）和基斯·普拉特（Keith Prater）成立，當時稱作Ballard Research，并开展对高能量锂电池的研究和开发。自从在1989年承诺質子交換膜燃料電池（PEM）技术的发展，巴拉德已交付质子交换膜燃料电池产品给全球许多领先的产品制造商。
1993年在多倫多證券交易所上市，1995年在納斯達克上市。
2018年8月29日巴拉德動力公司與濰柴動力達成歷史性戰略合作，濰柴動力将斥资1.63億美元購入巴拉德動力公司19.9％的股權

## 成就
巴拉德有：
- 获得2000项专利/申请
- 超过250MW的燃料电池产品发货
- 制造了240万个MEA
- 3000个固定系统交付
- 燃料电池客车收入服务超过900万公里
- 与大众/奥迪签订8000万美元合同

## 外部連結
- （英文）官方网站
- （中文）官方网站